# Métallothionéine

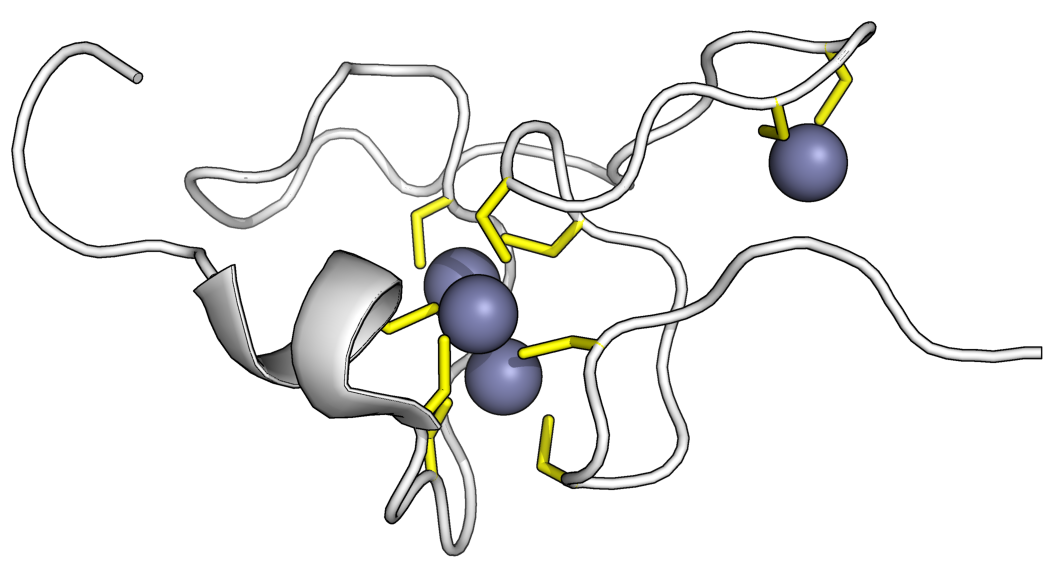
Exemple de métallothionéines

Les métallothionéines (MTs) sont des protéines de faibles masse moléculaire (6-10 kDa) caractérisées par leur structure et une haute affinité pour les ions métalliques. Elles sont présentes chez tous les animaux, ainsi que chez de nombreuses espèces de plantes et champignons.
Présentes chez de nombreux animaux et chez tous les mammifères, elles contribuent à la détoxication des organes et cellules. Elles peuvent inhiber l'action de certains médicaments (anticancéreux alkylants notamment).

## Structure
Elle se distingue par la répétition de Cys-X-Cys ou Cys-Cys ainsi que par l'absence d'acide aminé aromatique ou hydrophobique. Malgré la présence de nombreux résidus cystéines (Cys), on dénote une absence de pont disulfure. En effet, tous les groupes sulfhydryles participent à la liaison de 7 atomes de métaux divalents .
Chez les chordés, on distingue 4 isoformes de MTs: MT-1, MT-2, MT-3 et MT-4. MT-1 et MT-2 sont extrêmement similaires. Ces 2 isoformes sont très abondantes dans le foie et les reins mais elles ont également été mises en évidence dans de nombreux autres tissus et types cellulaires.

## Histoire
Ces protéines ont été isolées pour la première fois en 1957 par Margoshes et Vallee à partir d'un rein (organe de détoxication) de cheval. Leur structure, capable d'engager des ions métalliques, est mieux connue depuis les années 1990, grâce à la cristallographie par rayon X et grâce à la spectroscopie par résonance magnétique nucléaire.

## Fonctions de régulation et détoxication
Ces protéines jouent un rôle majeur en contrôlant la biodisponibilité de métaux essentiels tels que le cuivre et le zinc et d'autres.
Elles jouent également un rôle très important en contrôlant (dans une certaine mesure) certains effets toxiques de métaux lourds et métalloïdes hautement toxiques et/ou non essentiels (plomb, mercure, cadmium…) et en favorisant leur rétention ou leurs excrétion.
La régulation de l'expression des gènes de MT-1 et MT-2 fait l'objet de nombreuses recherches ,. La régulation de la synthèse se fait essentiellement au niveau de la transcription. L'expression de ces 2 isoformes est surtout régulée par les métaux mais aussi par les glucocorticoïdes, certaines hormones et plusieurs facteurs de stress, notamment inflammatoires, telles que certaines interleukines.
D'une manière générale, les fonctions physiologiques des MTs sont en relation avec leur affinité pour les cations essentiels et tout particulièrement le cuivre et le zinc; ainsi qu'avec leur caractère antioxydant. Les MTs apparaissent donc comme d'importants régulateurs de l'homéostasie des cations essentiels et du maintien du potentiel d'oxydo-réduction de la cellule. Les tissus en développement et en régénération ainsi que les cellules en différenciation contiennent des niveaux relativement importants de MTs qui semblent être en relation avec l'intense activité métabolique et avec la mobilisation importante du Zn au sein de ces tissus .
Elles jouent un rôle essentiel dans la détoxication des organismes, mais on a montré dans les années 1990 qu'elles semblent également impliquées dans certains cancers (mauvais prédicteur pour le diagnostic),, peut être en lien avec la concentration des tissus en certains métaux.

Elles semblent notamment impliquées dans le cancer du sein,,,,.
Des ions divalents de Cadmium Cd (II) et le mercure Hg (II) peuvent in vitro déplacer le zinc à partir de la métallothionéine.

Ex vivo ; dans un organe isolé (foie de rat vivant, perfusé), le processus se produit aussi, plus pour le mercure que pour le cadmium, probablement en raison de la capacité du rein à fixer le cadmium, probablement peu après le début d'une intoxication par ces métaux, c'est-à-dire sans nécessité de synthèse par l'organisme de nouvelles protéines.
Une surexpression de ces protéines (telle qu'on en observe après intoxication aux métaux lourds) est un mécanisme de résistance à un sous-ensemble de médicaments anticancéreux cliniquement importants. En effet, cette surexpression peut inhiber l'action de médicaments anticancéreux parmi les plus utilisés dont le Cis-platine (cis-diamminedichloroplatinum (II), et des agents alkylants tels que le chlorambucil ou le melphalan. Des cellules transfectées via un vecteurs viral contenant de l'ADN humain codant la métallothionéine-IIA deviennent résistantes au cis-diamminedichloroplatinum (II), au melphalan et au chlorambucil, mais non au 5-fluorouracile ou à la vincristine .